# Ribera del Dondara
Ribera del Dondara (en catalán y oficialmente Ribera d’Ondara) es un municipio español de la provincia de Lérida situado en la comarca de la Segarra, al este de Cervera. Se formó por la fusión de los municipios de Sant Pere dels Arquells y Sant Antolí y Vilanova en 1972. La capital municipal es Sant Antolí y Vilanova y comprende, además, las siguientes entidades de población:
| Entidades               | Población (2005) |
| ----------------------- | ---------------- |
| Briançó                 | 14               |
| Gramuntell              | 30               |
| Els Hostalets           | 87               |
| Llindars                | 14               |
| Mas Claret              |                  |
| Montfar                 | 6                |
| Montlleó                |                  |
| Montpalau               | 58               |
| Pomar                   | 37               |
| Rubinat                 | 36               |
| Sant Antolí y Vilanova  | 158              |
| Sant Pere dels Arquells | 55               |
| La Sisquella            | 12               |

## Geografía humana

### Demografía
Cuenta con una población de 454 habitantes (INE 2024).
| Gráfica de evolución demográfica de Ribera del Dondara entre 1981 y 2021 |
| |
| Población de derecho según los censos de población del INE Población de hecho según los censos de población del INEEn este censo se denominaba Ribera del Dondara: 1981 Entre el censo de 1981 y el anterior, aparece este municipio porque se fusionan los municipios 25195 (Sant Antolí y Vilanova) y 25199 (Sant Pere dels Arquells) |

| 1900 | 1930  | 1950 | 1970 | 1981 | 1986 | 1990 | 1996 | 2000 | 2006 |
| ---- | ----- | ---- | ---- | ---- | ---- | ---- | ---- | ---- | ---- |
| 990  | 1.131 | 940  | 643  | 570  | 508  | 505  | 531  | 516  | 476  |

## Geografía

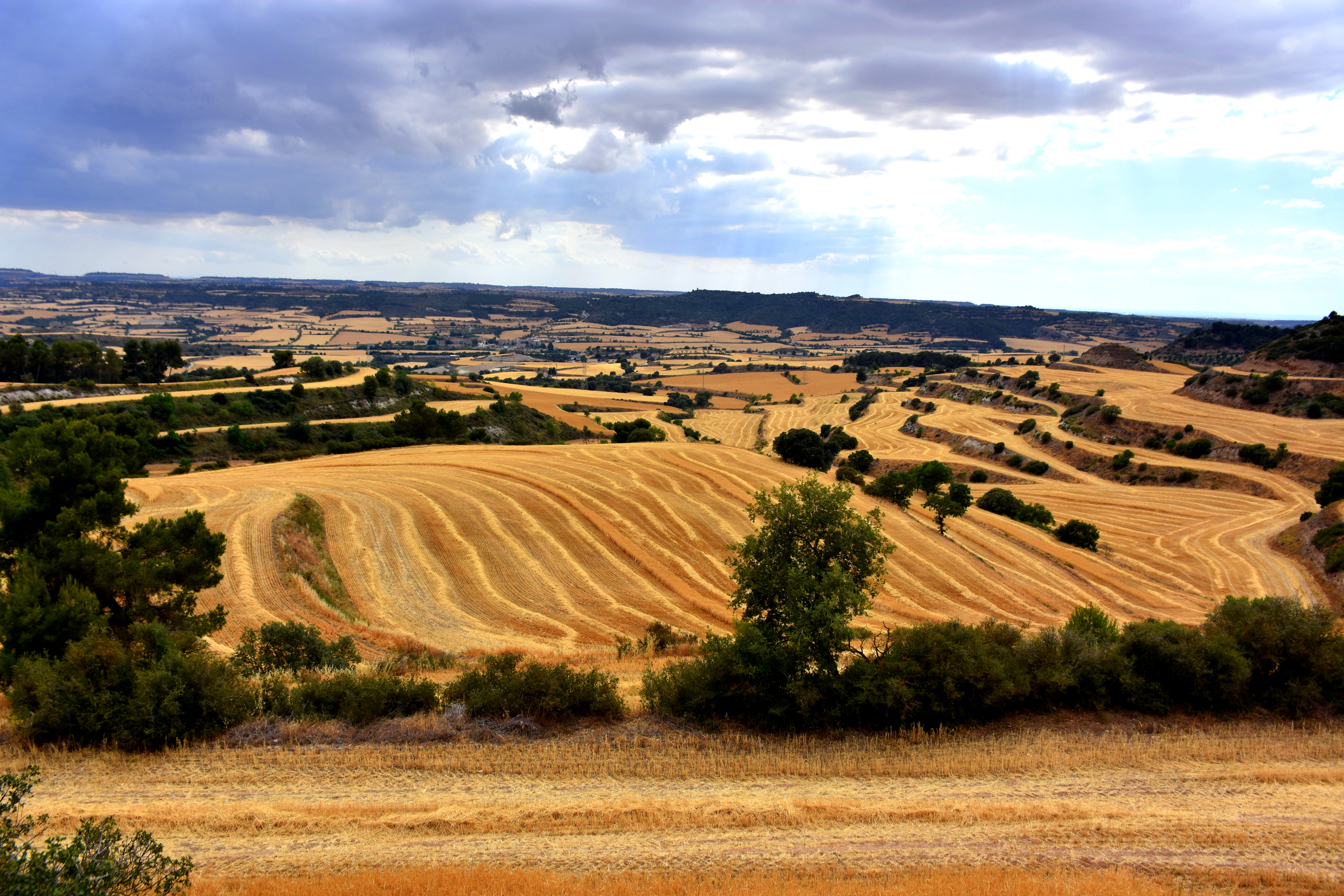
Campos de cultivo

Integrado en la comarca de la Segarra, la capital del municipio, Sant Antolí y Vilanova, se sitúa a 67 kilómetros de la capital provincial. El término municipal está atravesado por la autovía del Nordeste A-2 entre los pK 525 y 530, además de por la antigua carretera N-II y por la carretera local LV-2031 que permite la comunicación con Talavera. 
El relieve del municipio es irregular. Por el norte predomina el altiplano característico de la comarca, apareciendo a continuación el valle del río Ondara, que cruza el territorio de sureste a noroeste. Finalmente, al sur del valle, el terreno es más abrupto, predominando los barrancos y torrentes entre las elevaciones que superan los 750 metros. La altitud oscila entre los 791 metros al sur y los 500 metros a orillas del río Ondara. La capital del municipio se eleva a 581 metros sobre el nivel del mar. 
| Noroeste: Cervera             | Norte: Cervera y Estarás            | Noreste: San Guim de Freixanet |
| Oeste: Cervera                |                                     | Este: Montmaneu (Barcelona)    |
| Suroeste: Montolíu de Cervera | Sur: Montolíu de Cervera y Talavera | Sureste: Talavera              |

## Patrimonio
Se tiene conocimiento de la existencia de la iglesia de Sant Pere dels Arquells desde mediados del siglo XI y documentalmente desde el año 1084. Durante el siglo XIV se derribó la primitiva iglesia románica para construir la iglesia gótica actual en el mismo sitio. Desde el siglo XII y hasta 1835 fue un priorato para pasar a ser una iglesia parroquial a partir de la desamortización.
La iglesia, de estilo gótico, consta de una sola nave encabezada con un ábside poligonal de cinco caras. Está cubierta por bóvedas de aristas apoyadas sobre arcos torales soportados en fachada por contrafuertes exteriores. Las fachadas son de masonería y la cubierta es a dos aguas con teja árabe.